# Albert Corominas Subias
|  | Aquest article és sobre l'enginyer industrial Albert Corominas Subias. Per a l'Albert Corominas piragüista, vegeu Albert Corominas Bertran. |

Albert Corominas Subias (Barcelona, 18 de desembre de 1943) és un enginyer industrial català. Es va doctorar en Enginyeria Industrial per la Universitat del País Basc i es va llicenciar en Informàtica per la Universitat Politècnica de Madrid. Ha exercit de catedràtic d'enginyeria d'organització a la Universitat Politècnica de Catalunya (UPC), en la qual estava adscrit al Departament d'Organització d'Empreses a l'Escola Tècnica Superior d'Enginyeria Industrial de Barcelona (ETSEIB). A la UPC va ser vicerector en tres ocasions, director de l’Institut d’Organització i Control de Sistemes Industrials (1997-2003) i comissionat d’Estatuts (2002-2003).
Inicià la militància en organitzacions polítiques d’esquerres el 1963, en què va ingressar a l’AUE (Agrupació Universitària d’Esquerres), de la qual va ser responsable abans d’incorporar-se, el 1964, al PSUC, en què va ser responsable de cèl·lula, membre dels comitès universitari i de Barcelona, responsable de l’organització universitària i d’ensenyament i membre dels comitès Central i Executiu. Ha mantingut la militància en organitzacions polítiques de l’àmbit de l’esquerra marxista.
Va contribuir a la fundació del Sindicat Democràtic d’Estudiants de la Universitat de Barcelona (SDEUB) i altres entitats de caràcter social i cultural, com ara l’Observatori del Sistema Universitari. Col·labora amb el Seminari Ítaca d’Educació Crítica i l’Associació Catalana d’Investigacions Marxistes.
Fora de l’àmbit acadèmic, és autor de treballs i articles en mitjans de comunicació diversos. Darrerament, s'ha centrat en temes de política universitària, en defensa crítica de la universitat pública i contra la seva mercantilització, i en les causes i conseqüències del menyspreu del coneixement.

## Llibres publicats
- Organització del temps de treball, amb Javier Crespán Echegoyen (2004).

## Premis i reconeixements
- 2006 - Medalla d’Or de la Universitat Politècnica de Catalunya
- 2006 - Professor titular (honorífic) de la Universidad Central Marta Abreu de Las Villas (Santa Clara, Cuba)